# Pomerium

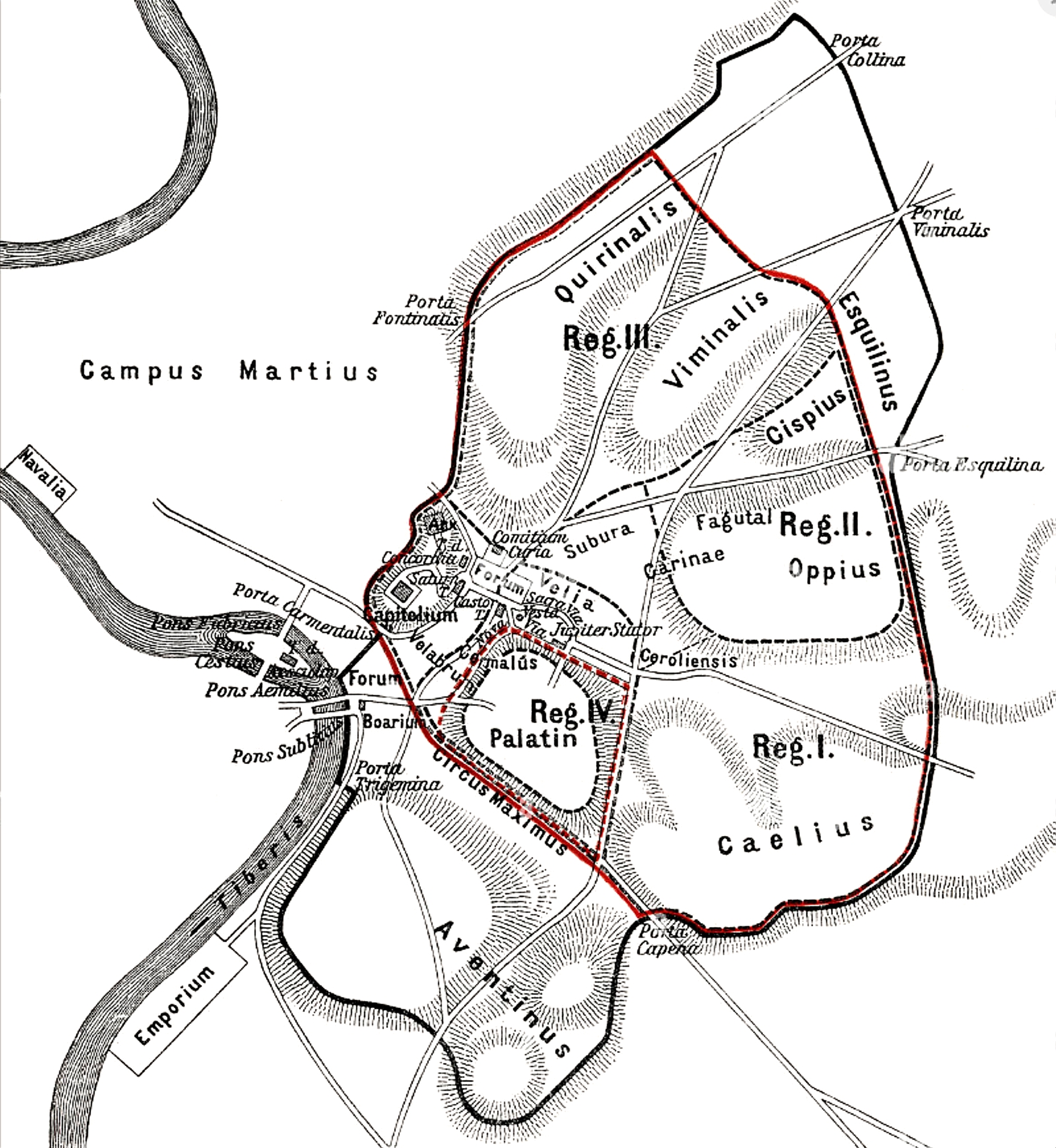
Mapa que muestra un límite aproximado del pomerium original de la ciudad antigua en el Monte Palatino atribuido a Rómulo y las murallas republicanas atribuidas posteriormente al rey Servio con sus cuatro regiones. El trazado ignora la ampliación del territorio de la ciudad que Tácito afirma que incluía el Altar de Hércules en el Foro Boario, entre el Palatino y el Aventino.

Para el conjunto musical del mismo nombre, véase Pomerium (grupo)
El pomerium (o pomoerium; del latín postmoerium 'pasado el muro') era la frontera sagrada de la ciudad de Roma. En términos legales, Roma solo existía dentro del pomerium, por lo que todo lo que estaba en el exterior eran tierras que pertenecían a Roma, pero no eran Roma.
Según la leyenda, el pomerium fue inaugurado por Servio Tulio, pero no seguía la línea de la Muralla serviana, por lo que no es probable que realmente hubiese sido él quien estableciese la frontera sagrada. Esta permaneció sin cambios hasta el Dictador Lucio Cornelio Sila quien, en demostración de su poder absoluto, la expandió en el año 80 a. C.
Se han encontrado diversas piedras cippi (mojones) que muestran la línea por la que transcurría el pomerium tras la ampliación del emperador Claudio, como recoge Tácito en sus escritos. También han llegado noticias de extensiones llevadas a cabo por César Augusto, Nerón y Trajano, pero no hay evidencias arqueológicas ni escritas al respecto.
El pomerium no era una muralla, sino que se trataba de una línea imaginaria, definida legal y religiosamente y marcada con mojones. No abarcaba toda el área metropolitana, y ni tan siquiera abarcaba las proverbiales siete colinas, teniendo en cuenta que el Palatino estaba dentro del pomerium, pero el Capitolino y el Aventino no lo estaban. La Curia Hostilia y el pozo de los Comitia en el Foro Romano, dos localizaciones extremadamente importantes del gobierno de la ciudad y su imperio, estaban dentro del pomerium. El templo de Belona, sin embargo, estaba fuera.

## Efectos jurídicos
- Los magistrados que tenían imperium no tenían poder absoluto dentro de los límites del pomerium. Podían sentenciar a un ciudadano a ser azotado, pero no a muerte. Esto se simbolizaba quitando las hachas de las fasces que llevaban los lictores del magistrado.

- Existían restricciones religiosas y políticas que impedían que cualquier soberano extranjero pudiera entrar dentro del pomerium. Como resultado de ello, las visitas de estado resultaban extrañas: Cleopatra, por ejemplo, nunca llegó a entrar realmente en la ciudad de Roma cuando fue a visitar a Julio César.

- Estaba prohibido enterrar a los muertos dentro del pomerium.

- Los promagistrados provinciales tenían prohibido atravesar el pomerium, y renunciaban a su imperium en el momento en que lo cruzaban (como si fuese una forma de demostrar la prohibición de que entrasen ejércitos en Italia). Como resultado, un general que estuviese esperando a celebrar un triunfo con sus tropas victoriosas debía esperar fuera del pomerium.

- Los Comicios Centuriados, una de las asambleas romanas que provenía originalmente de las votaciones de batallones militares de las legiones, se requería que se reuniesen en el Campo de Marte, fuera del pomerium.

- Las armas también estaban prohibidas dentro del pomerium por razones religiosas y consuetudinarias. Los guardias pretorianos sólo estaban autorizados a llevar ropas civiles —la toga— y se les denominaba en ese caso cohors togata. Sin embargo, era posible, y habitual, llevar dagas a escondidas, a la manera de los sicarios.

El Teatro de Pompeyo, en donde Julio César fue asesinado, estaba también fuera del pomerium, e incluía una sala para el Senado que permitía llevar a cabo reuniones a las cuales pudieran acudir senadores que tuvieran prohibido cruzar el pomerium y no pudieran llegar a la Curia Hostilia. Por ello, los conspiradores no pudieron ser acusados de blasfemia, puesto que las armas las llevaban estando fuera del límite sagrado.